# Sardis (Mississipi)
Sardis és una població dels Estats Units a l'estat de Mississipi. Segons el cens del 2000 tenia 2.038 habitants.

## Demografia
Segons el cens del 2000, Sardis tenia 2.038 habitants, 790 habitatges, i 493 famílies. La densitat de població era de 397,4 habitants per km².
Dels 790 habitatges en un 25,1% hi vivien nens de menys de 18 anys, en un 36,1% hi vivien parelles casades, en un 23,2% dones solteres, i en un 37,5% no eren unitats familiars. En el 33,4% dels habitatges hi vivien persones soles el 18,6% de les quals corresponia a persones de 65 anys o més que vivien soles. El nombre mitjà de persones vivint en cada habitatge era de 2,5 i el nombre mitjà de persones que vivien en cada família era de 3,24.
Per edats la població es repartia de la següent manera: un 26,1% tenia menys de 18 anys, un 9,2% entre 18 i 24, un 21,2% entre 25 i 44, un 22,3% de 45 a 60 i un 21,2% 65 anys o més.
L'edat mediana era de 39 anys. Per cada 100 dones de 18 o més anys hi havia 72,1 homes.
La renda mediana per habitatge era de 23.042 $ i la renda mediana per família de 32.933 $. Els homes tenien una renda mediana de 24.783 $ mentre que les dones 18.750 $. La renda per capita de la població era de 15.195 $. Entorn del 18,4% de les famílies i el 24,2% de la població estaven per davall del llindar de pobresa.

## Poblacions més properes
El següent diagrama mostra les poblacions més properes.